# Bosáž

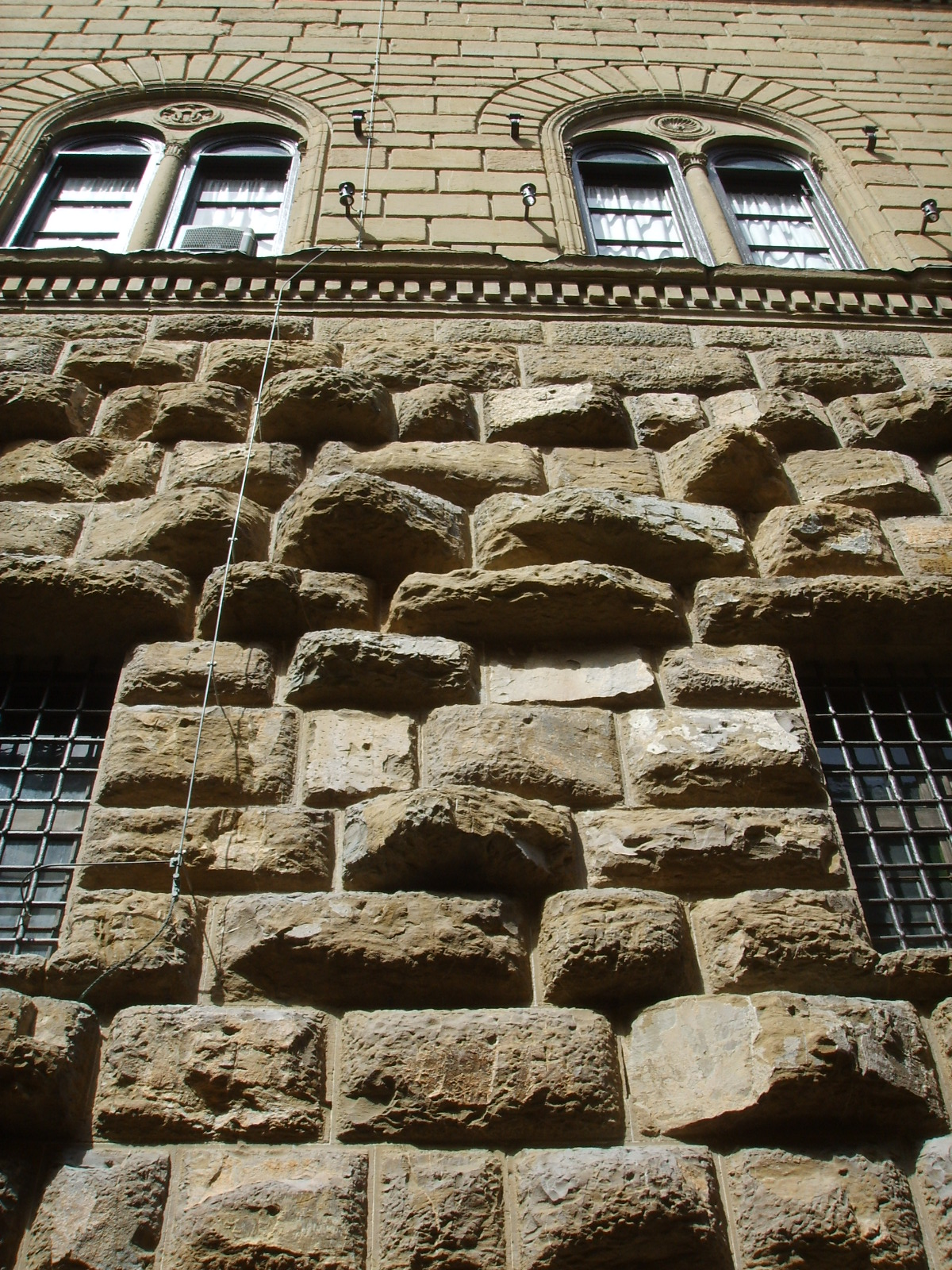
Bosáž na paláci Medici Riccardi, Florencie. V přízemí bosáž rustikální (nahrubo opracované kameny), v patře hladká bosáž z opracovaných kamenů.

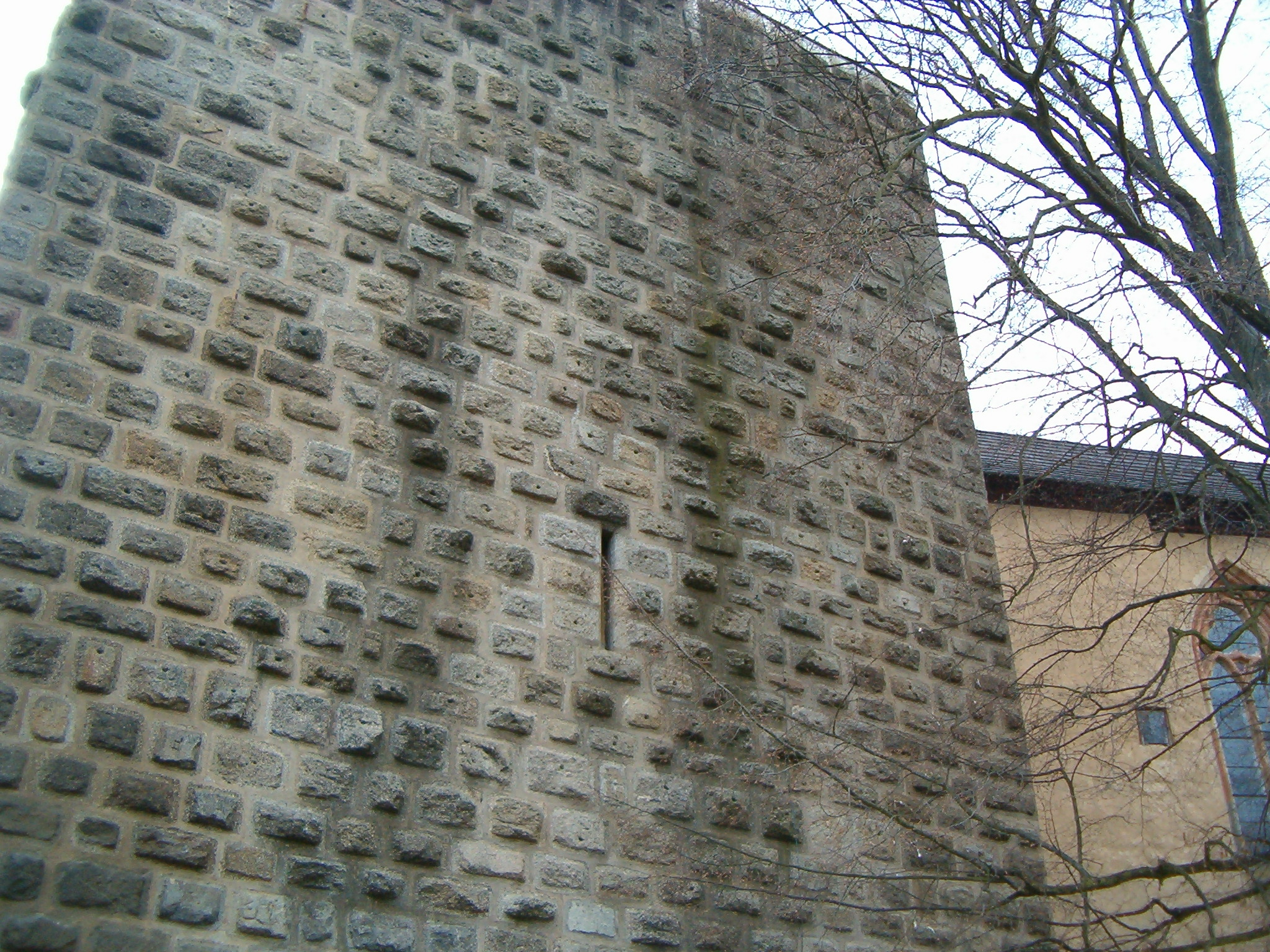
Pozdněrománská bosáž použitá při stavbě Hlízové věže na hradě Zvíkov

Bosáž (z franc. le bossage – výstupek, la bosse – hrb, boule) je plastické vyznačení kvádrového zdiva hrubým přitesáním vypouklých stěn kvádrů (rustika), fasetovým opracováváním bos nebo vypracováním stěny kvádrů do tvaru jehlanu či valbových střech (bosáž diamantová, neboť připomíná diamantové broušení, či též jehlancová; užívá se v renesanci).

## Funkce bosáže
Přestože bosáž původně vychází z čistě technologického způsobu opracování kvádrů, neboť jejich čelní strana při zdění nemusí být hladká a její neopracování znamená zrychlení práce, je funkce bosáže především estetická. Bosované zdivo působí dojmem pevnosti a nepohnutelnosti. Časté je jeho užití ve spodních částech staveb.

## Typy bosáže

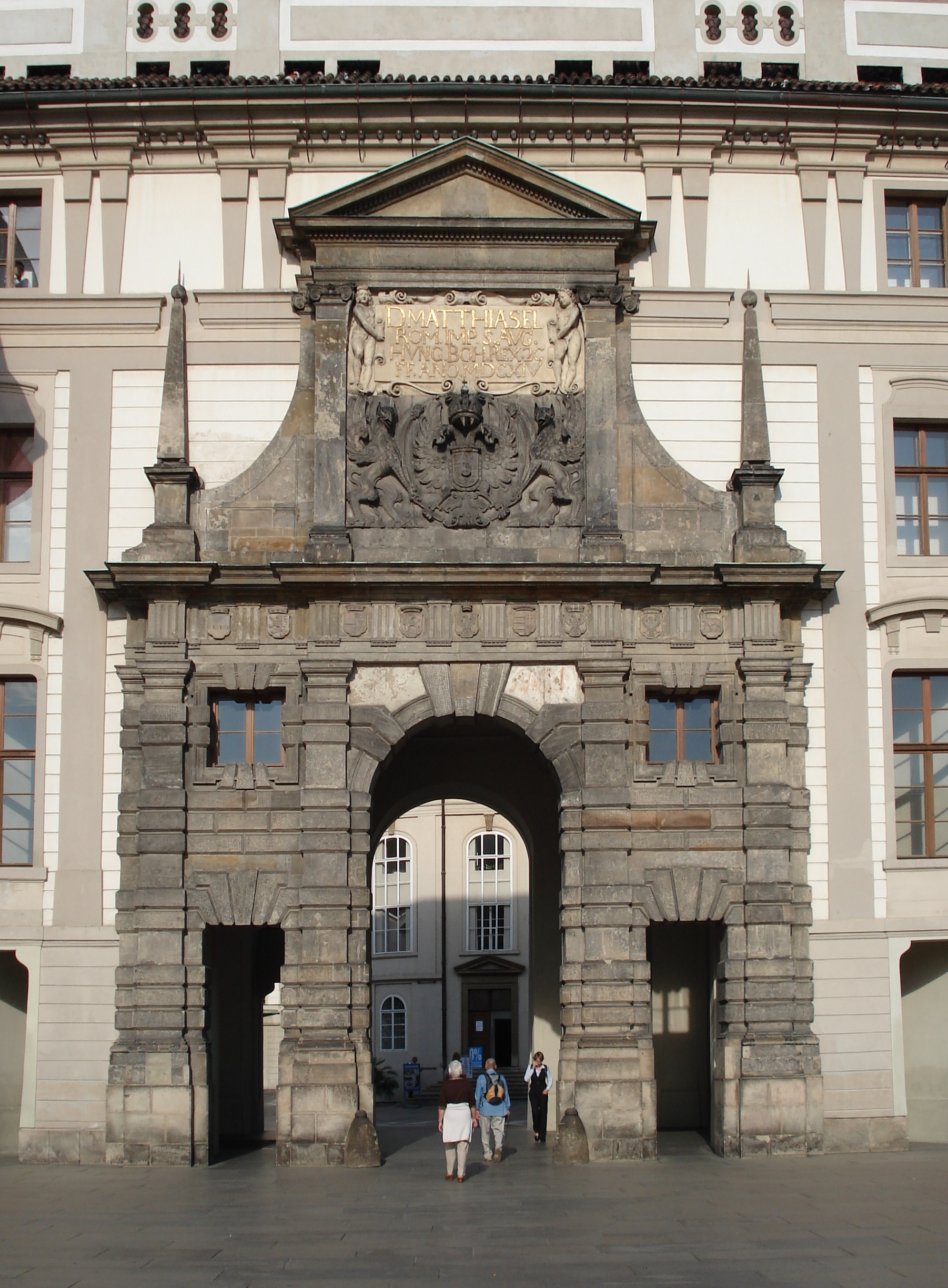
Spodní část Matyášovy brány na Pražském hradě je členěna bosáží

### Podle opracování
- Nejstarším typem bosáže je vystupující neopracovaný povrch kamene lemovaný tzv. stezkami. Stezky jsou mj. nutné z technologického hlediska pro přesné zpracování ložných ploch kvádru.
- Mladším typem bosáže je předstupující pole s čelní hladkou plochou, které může být od hrany kvádru i několikanásobně plasticky odsazeno pomocí pravoúhlých odskoků, případně opatřeno okosem, zpravidla pod úhlem 45°.
- Častá je tzv. diamantová bosáž, kdy je viditelná plocha kvádru opracována do tvaru jehlanu či valbové střechy.

### Podle spárořezu
- Nejčastějším typem bosáže je kvádrová bosáž. Jednotlivé kvádry jsou zpravidla pravidelně uspořádány, ne však nutně (Hlízová věž na Zvíkově).
- Především v manýrismu a raném baroku se objevuje pásová bosáž. Kvádry jsou zde opracovány tak, že chybí vertikální stezky a proto tvoří vodorovné pásy. Pásová bosáž je též často spojena v jeden celek s klenáky.
- Specifickým typem pásové bosáže je prstencová bosáž, která přepásává sloupy nebo pilastry (opět v manýrismu a baroku.
- Zdůraznění nároží bosáží kvádrováním, případně jen pásováním se nazývá armování.

### Podle materiálu
Základním materiálem bosáže je kámen, časté je však i zpracování napodobením kamene pomocí malty či omítky (tzv. kvádrování). Možné je též pouze malířské zpracování bosáže, například pomocí v renesanci rozšířeného sgrafita (sgrafitová bosáž, též sgrafitová rustika či lidově tzv. psaníčka)

## Slohové zařazení

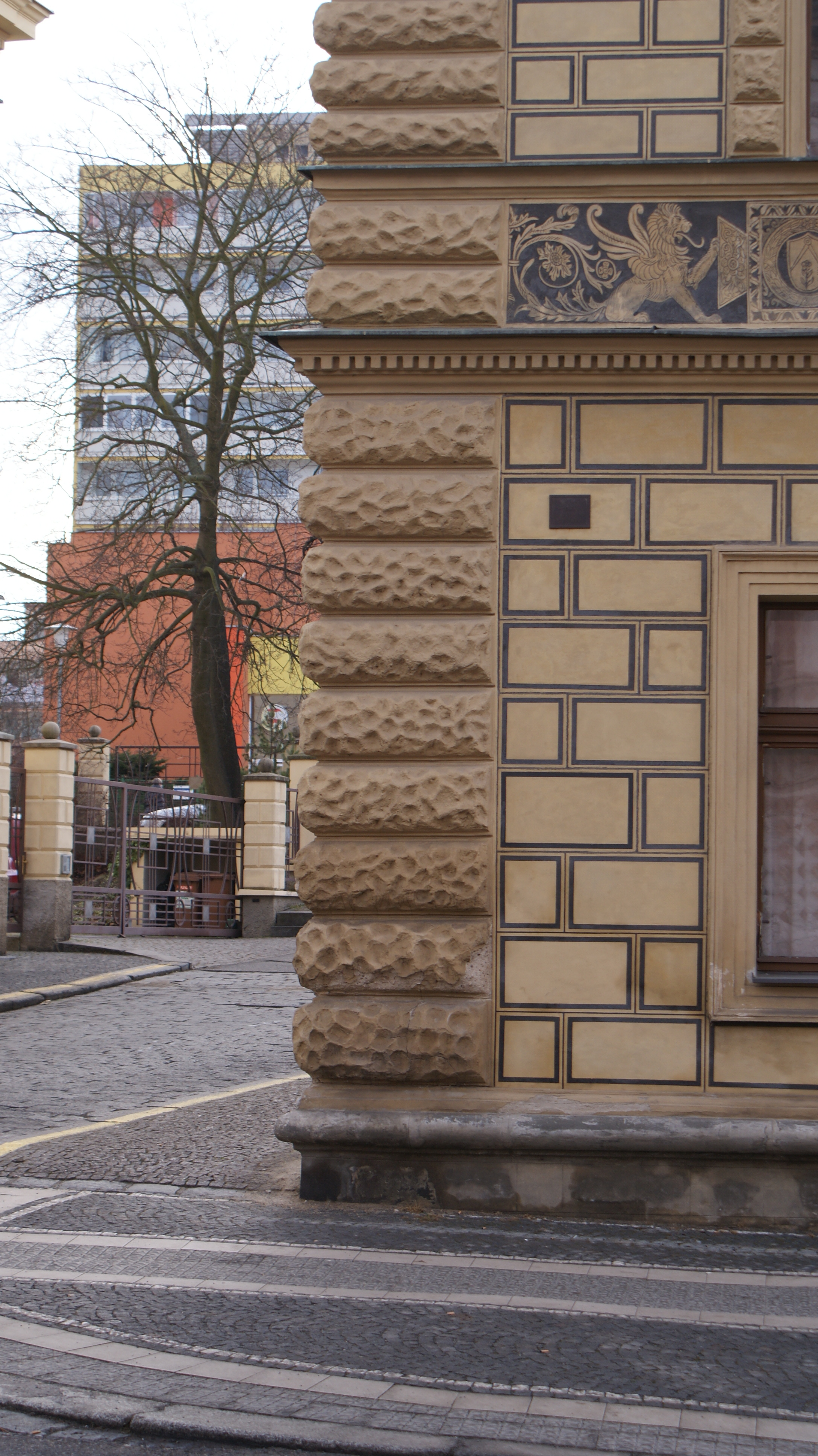
Wiehlův dům Slaný - detail nároží z Wilsonovy ulice

Bosáž se objevila na pozdně antických stavbách, nejprve spíše technického charakteru (mosty, akvadukty atp.). Ve středověku byla používaná spíše výjimečně na stavbách spíše pevnostního charakteru. V Česku ji najdeme pouze na věži románské císařské falce v Chebu, na o něco mladších věžích hradů Zvíkov a Tachov (tzv. hlízové věže) a na hradě Jenštejně. Hojné je užití bosáže na renesančních a manýristických stavbách, kdy došlo k vytvoření tzv. rustikového řádu, jehož základním slohovým prvkem je právě bosáž. Běžné je též užití v baroku, ale i klasicismu a slozích historismu (novorenesance, novobaroko, neoklasicismus atp.)